# 南宁绕城高速公路
南宁绕城高速公路原称南宁环城高速公路，2010年根据中华人民共和国交通运输部颁布的《国家高速公路网命名和编号规则》改为现名，国家高速公路网编号为G7201，是环绕广西壮族自治区南宁市的一条高速公路，由南坛高速公路安吉经石埠至良庆南段、都南高速公路9、10合同段两部分、以及南北高速公路三岸至良庆段连接而成，全长约82公里，总投资19.46亿元人民币，于2003年12月28日全线贯通。
南宁绕城高速公路全线共与3条国家高速公路并行。其中，与南友高速公路的并行路段为三岸至高岭段；与兰海高速公路的并行路段为安吉至良庆南段；与广昆高速公路的并行路段为三岸至石埠北段。

## 分段情况
东南段
南宁至北海高速公路中的三岸至良庆南枢纽段被纳入南宁绕城高速公路，为双向六车道高速公路，设计行车速度120公里/小时，全段与南友高速及兰海高速共线。项目于1996年开工建设，1998年12月8日建成通车，运营管理单位为广西交通投资集团有限公司。
西南、西北段
南宁至坛洛高速公路中的良庆南－石埠－安吉段被纳入南宁绕城高速公路，为双向四车道高速公路，设计行车速度100公里/小时，其中良庆南－高岭段与南友高速共线，石埠北－安吉段与广昆高速共线。项目于2001年开工建设，2003年12月建成通车，运营管理单位为广西交通投资集团有限公司。
东北段
都安至南宁高速公路中的安吉至三岸段被纳入南宁绕城高速公路，为双向四车道高速公路，设计行车速度100公里/小时，全段与兰海高速及广昆高速共线。项目于2001年开工建设，2003年12月建成通车，运营管理单位为广西交通投资集团有限公司。

## 互通枢纽和服务设施
| 地区                                                                                         | 里程  | 类型                              | 名称        | 连接                         | 说明                     |
| -------------------------------------------------------------------------------------------- | ----- | --------------------------------- | ----------- | ---------------------------- | ------------------------ |
| 南宁市 邕宁区                                                                                | 0/124 | 出入口                            | 南宁港 张村 | 新福路                       |                          |
| 南宁市 邕宁区                                                                                | 5     | 停车场 · 加油设施 · 修车站 · 餐厅 | 邕宁服务区  | 邕宁服务区                   |                          |
| 南宁市 邕宁区                                                                                | 8     | 枢纽                              | 邕宁东      | 南玉珠高速公路               |                          |
| 南宁市 邕宁区                                                                                | 10    | 枢纽                              | 六冲        | 南湛高速                     |                          |
| 南宁市 邕宁区                                                                                | 18    | 出入口                            | 新江        | 021县道                      |                          |
| 南宁市 良庆区                                                                                | 27    | 枢纽                              | 那马北      | 南北高速公路                 | S6102南马高速公路        |
| 南宁市 良庆区                                                                                | 38    | 枢纽                              | 玉洞西      | 南坛高速公路                 |                          |
| 南宁市 江南区                                                                                | 40    | 枢纽                              | 五象西      | 吴圩机场第二高速             | 南宁吴圩国际机场T2航站楼 |
| 南宁市 江南区                                                                                | 44    | 停车场 · 加油设施 · 修车站 · 餐厅 | 高岭服务区  | 高岭服务区                   |                          |
| 南宁市 江南区                                                                                | 46    | 枢纽                              | 高岭        | 南宁机场高速公路             |                          |
| 南宁市 江南区                                                                                | 52    | 枢纽                              | 沙井        | 沙吴高速                     |                          |
| 南宁市 西乡塘区                                                                              | 62    | 出入口                            | 石埠        | 大学西路 石埠路 邕隆路       | 广西财经学院             |
| 南宁市 西乡塘区                                                                              | 65    | 枢纽                              | 石埠北      | 峨北高速公路 南坛高速公路    |                          |
| 南宁市 西乡塘区                                                                              | 81    | 枢纽 · 出入口                     | 安吉        | 都南高速公路 西津路 安吉大道 |                          |
| 南宁市 西乡塘区                                                                              | 87    | 出入口                            | 高峰        | 邕武路                       |                          |
| 南宁市 兴宁区                                                                                | 94    | 停车场 · 加油设施 · 修车站 · 餐厅 | 东山服务区  | 东山服务区                   |                          |
| 南宁市 兴宁区                                                                                | 104   | 枢纽                              | 五塘        | 新柳南高速公路               |                          |
| 南宁市 青秀区                                                                                | 118   | 停车场 · 飲料小吃                 | 邕江观景台  | 邕江观景台                   |                          |
| 南宁市 青秀区                                                                                | 121   | 枢纽                              | 那容        | 柳南高速公路                 |                          |
| 1.000 英里 = 1.609 千米；1.000 千米 = 0.621 英里 并行路段 • 已关闭／取消 • 限制进入 • 未开放 |       |                                   |             |                              |                          |